# 托尼·羅賓斯

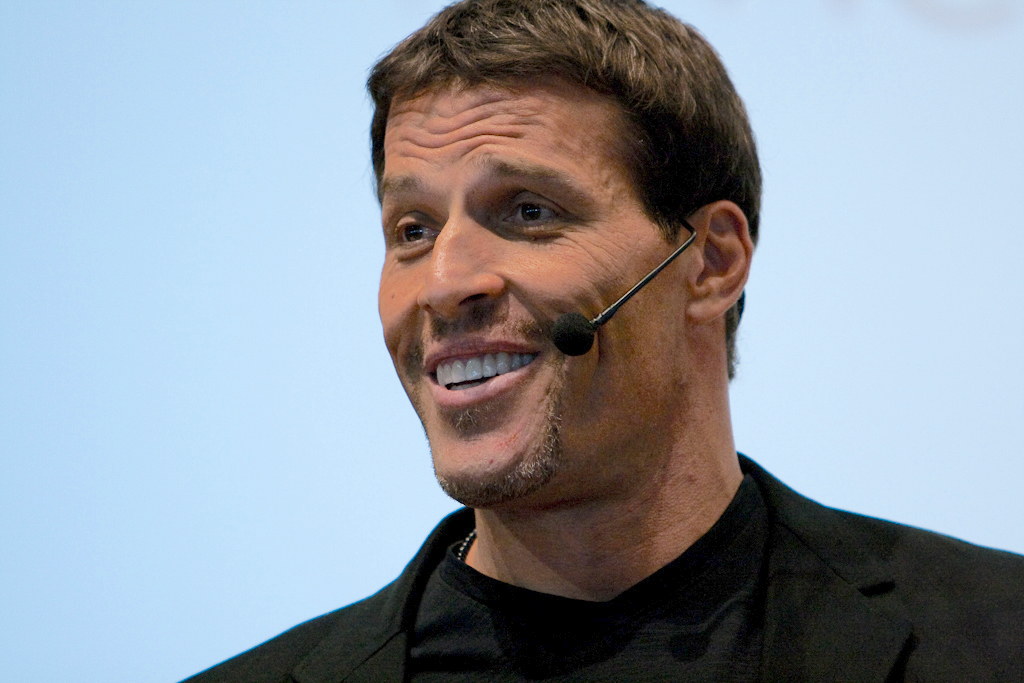

東尼·羅賓斯（Tony Robbins，1960年2月29日—）是美國的作者和演說家，他的電視節目影響了神經語言規劃技術。